# لويس شنايدر
لويس شنايدر (بالألمانية: Louis Schneider)‏ (و. 1805 – 1878 م) هو مؤلِّف، وممثل، وممثل مسرحي، وكاتِب، من ألمانيا، ولد في برلين، توفي في بوتسدام، عن عمر يناهز 73 عاماً.

## وصلات خارجية
- لويس شنايدر على موقع IMDb (الإنجليزية)

لويس شنايدر في قاعدة بيانات الأفلام على الإنترنت